# Juan Carlos Araujo
Juan Carlos Araujo (Quilmes, Argentina; 26 de abril de 1930 -  Buenos Aires, Argentina; 18 de abril de 2012), conocido popularmente como Natalia Natalia, fue un actor y humorista argentino oriundo de Quilmes.

## Carrera profesional
Nacido en Quilmes, fue boxeador durante su juventud. También trabajó en la fábrica metalúrgica Saiar, donde era operario. 
Su carrera en televisión comenzó luego de llamar la atención de un hombre que trabajaba en Videomatch, con quién coincidió en la fiesta de cumpleaños de un niño en la que oficiaba de animador en Florencio Varela. Este hombre le preguntó si podría memorizar algunas palabras y decirlas en televisión, que trabajaba con Marcelo Tinelli y que estaban buscando a alguien parecido a Carlos Alderete. Se presentó en un casting del mencionado programa, y luego de hacer reir al conductor, fue aprobado. Esta primera aparición en televisión, le abrió las puertas para participar de otros programas tales como "Los Simuladores", "No hay 2 sin 3", "Padre Coraje", "Campeones de la vida", "Humor de Primera (HDP)", "Casados con hijos", específicamente en el capítulo «Viejos son los trapos», entre otros. Ganó particular notoriedad por su intervención en Sin Codificar.

### "Natalia Natalia" en Hablemos Sin Saber
Se incorpora a Sin Codificar en 2010, pero comienza a tener mayor popularidad en 2011, dentro del segmento Hablemos Sin Saber . En esta sección compartía panel con otros miembros del programa: Yayo Guridi, Miguel Granados, Walter López en el personaje de Edgardo Beltrán y Juan Faerman.  
Si bien durante sus primeras dos apariciones en este segmento se lo presentó como James Dean padre, en reemplazo de otro miembro del panel que nunca más volvió a aparecer llamado James Dean, y luego como Jame Dean, al siguiente programa fue bautizado con el nombre Natalia Natalia. El nombre fue tomado de la jerga policial argentina, donde se denomina a las personas que no pueden ser identificadas como Natalia Natalia. El personaje se encontraba justamente en esa situación, ya que decía no acordarse quién era por haber perdido el DNI.
En este segmento, Araujo representaba a un veterano porteño arrabalero, exboxeador amateur que, padeciendo los efectos de un aparente Mal de Alzheimer, había perdido la memoria y no recordaba ni su propio nombre, ni dónde vivía.
Su participación dentro de esta parodia a programas de debate televisivo, incluía respuestas sarcásticas, sin sentido y sumamente subidas de tono. Muchos de los aportes de Natalia Natalia descontextualizaban todo el tema tratado y, por esta razón, el conductor (Yayo) solía preguntarle si ya era hora de cerrar el segmento. Muchos de sus discursos durante los programas hablaban sobre su vida personal o sus preferencias sexuales (aludiendo a que es bisexual), así como las numerosas veces que contaba sus intenciones de "encamarse" con la madre de Miguel Granados. 
Generalmente sus intervenciones versaban sobre episodios extraños que había experimentado a lo largo de su vida, tales como darle la mano a Nerón mientras prendían fuego Roma, besarse con Cleopatra, conocer a Rattín, Mouzo y el chapa Suñé, darle la mano a Perón, haber ido a boxear a Japón, tener relaciones sexuales con dos geishas, haber ido a Egipto en 1982 a visitar las pirámides con su pareja de ese momento (un obrero metalúrgico de 32 años), haber visto a Messi atajar, haber tenido un gallo que cantaba a las 2 de la madrugada a propósito porque lo odiaba, haber practicado zoofilia con sus gallinas, haber pescado una sirena en Mar del Plata y haber tenido relaciones sexuales con ella, haber tenido relaciones sexuales con una linyera que le contagió ladillas, haber tenido una gran cantidad de dólares debajo de su cama, tener poderes telepáticos, tener un primo en Massachusetts que le contó que la llegada del hombre a la Luna es falsa, no haber nunca trabajado en su vida, haber sido abducido por extraterrestres, y haber sido descubierto por su esposa mientras estaba con una prostituta. 

«Gracias a este personaje, Natalia Natalia, la gente me para en la calle, me pide autógrafos, se sacan fotos conmigo y la verdad que a mí me gusta y siempre le voy a estar agradecido a la gente de Sin Codificar, son buenísimos.»
Juan Carlos Araujo  para Quilmes Hoy 

## Fallecimiento
El 18 de abril de 2012, desde las redes sociales de Sin Codificar se comunicó: “Estamos shockeados por la noticia que nos acaban de dar: falleció nuestro querido Juan Carlos Araujo, ‘Natalia Natalia’. Nuestras condolencias a su mujer y a su familia. No lo podemos creer”.
La noticia del fallecimiento de Juan Carlos Araujo producto de un paro cardiorrespiratorio, recorrió rápidamente las redes sociales como Facebook y Twitter, en donde, en pocas horas, los tópicos "Natalia Natalia", "Juan Carlos Araujo" y "Sin Codificar" se convirtieron en trending topic en Argentina durante todo el día, llegando también a aparecer a nivel global.

## Repercusión y legado
La emisión del 22 de abril de 2012, estuvo dedicada a él. Cerca del final de la trasmisión, se exhibió un clip de momentos destacados de Araujo en el programa. La banda de Sin Codificar, que se presentó en el programa el día 29 de abril, anunció su nombre ese mismo dia: "Natalia Natalia". Juan Carlos fue nuevamente homenajeado en el programa especial post-Premios Martín Fierro 2013 llamado Ganamos Todos.
En 2017, con el programa en ese entonces renombrado "Peligro Sin Codificar", se estableció la tribuna VIP "Natalia Natalia.